# Свети Димитър (Кушиново)
Вижте пояснителната страница за други значения на Свети Димитър.
„Свети Димитър“ (на гръцки: Άγιος Δημήτριος) е православна църква в ениджевардарското село Кушиново (Полипетро), Гърция, част от Гумендженската, Боймишка и Ругуновска епархия.
В църквата има творби на зографите Ставракис Маргаритис от Кулакийската художествена школа и на Димитър Вангелов.